# Kuduberg
Der Kuduberg ist ein Gipfel der Auasberge in der Region Khomas in Namibia. Mit 1970 m ist er auf der Liste der höchsten Berge von Namibia auf Platz 25.
Der Gipfel liegt am Kamm der Auasberge und erhebt sich bis zu 300 m über die Umgebung. Er liegt im Südosten der namibischen Hauptstadt Windhoek, nur etwa zehn Kilometer vom Zentrum entfernt. Benachbarte Gipfel sind Spitzberg im Norden (1886 m, ⊙) und Schlangenberg im Osten (⊙).